# Wandauslassdose

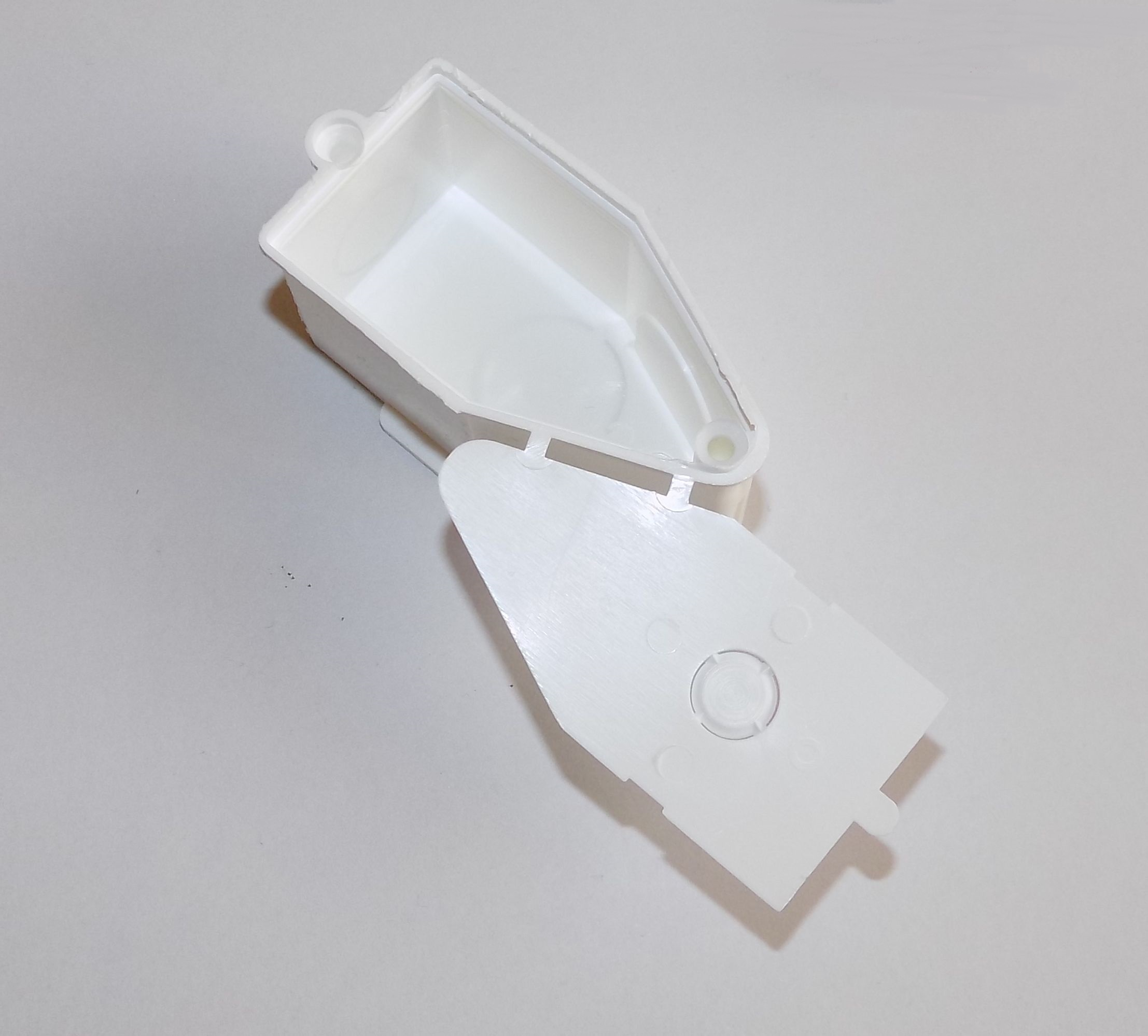
Wandauslassdose (mit zugehörigem Deckel)

Als Wandauslassdose wird in der Elektroinstallation eine unter dem Putz bzw. in Leichtbauwänden installierte Anschlusseinheit bezeichnet, die dazu dient, Klemm- bzw. Verbindungsstellen aufzunehmen, um ortsfeste Betriebsmittel (meist Leuchten) anzuschließen.

## Beschreibung
Die Wandauslassdose ähnelt in ihrer Form der eines Schiffsrumpfes, sofern sie für die Unterputzinstallation vorgesehen ist. Im Falle einer vorgesehenen Installation in Leichtbauwänden im Trockenbau ist sie aus feuerhemmendem Material hergestellt und rund ausgeführt, um das für die Montage erforderliche Loch mit einer Lochsäge herstellen zu können.
Die darin einzubringenden Verbindungsklemmen, etwa Lüsterklemmen oder andere Arten von Klemmen, dienen der elektrischen Verbindung der festinstallierten Zuleitung mit der Anschlussleitung des Betriebsmittels. Die Wandauslassdose dient auch dazu, beim (wiederholten) Anschluss des Betriebsmittels den sie umgebenden Putz vor Schaden zu bewahren. Da die Klemmen innerhalb der Dose und damit unter der Wandfläche liegen, werden Probleme mit klein oder besonders flach gestalteten Leuchten vermieden, die oftmals keinen Platz für die Unterbringung der Klemmen bieten. Des Weiteren dient sie im Falle der Installation in einer Leichtbauwand durch ihre feuerhemmende und gegebenenfalls luftdichte Bauweise, einem eventuell entstehenden Schwelbrand zumindest für eine vorgegebene Zeit, die in den jeweiligen Brandschutzbestimmungen vorgegeben ist, zu widerstehen und ihre Funktion zu gewährleisten.
Eine Wandauslassdose ist in ihrer Unterputzversion etwa 60 mm hoch und 30 mm tief und ebenso breit. In ihrer für die Leichtbauwand bestimmten Version hat sie einen Durchmesser von etwa 35 mm bei einer Tiefe von ungefähr 45 mm.